# 極小陣列
極小陣列（Very Small Array）是由14個電波天線元件組成的干涉儀，使用在26至35GHz之間的頻率進行宇宙微波背景輻射的研究。它是由劍橋大學、曼徹斯特大學、和Instituto de Astrofisica de Canarias（特內利非島）共同合作，設置在特內利非的del Teide天文台。這個陣列由卡文迪許天文物理組的馬德拉電波天文台和焦德雷班克天文台建造，經費則來自粒子物理學和天文學研究委員會（PPARC，現在的科技設施委員會）。設計上則是依據宇宙各項異性望遠鏡強化的。
這架望遠鏡已參考其他參與CMB實驗的望遠鏡，包括以氣球為基礎的BOOMERanG和MAXIMA，還有地基的DASI和CBI。

## 設計
這架望遠鏡包含14個元件（可以駔合成91條基線），每個都有一個號角型反射天線將天文物理上的訊號聚焦至個別的接收機（以NRAO的設計為基礎，整個系統的溫度在25K，主體溫度12K的假晶HFET放大器）。分離的元件使用關聯器結合在一起，構成一個孔徑合成陣列，這些元件被安裝在一個傾斜的平台上，並且可以追蹤地平高度在35度以上的天體。
這些望遠鏡可以組合成三種不同的結構－"緊密"、"擴張"和"非常擴張"，它們的不同在於各元件之間的距離（緊密和擴張之間相差了2.25倍）和天線的尺寸。緊密陣列的天線直徑是143mm，而擴張陣列的天線直徑是322mm。這意味著緊密陣列的主射束是4.5度，解析力為30弧分（多極性在100至800），而擴張陣列的主束是2度，解析力是12弧分，可以觀測的多極性在250至1500，擴張陣列的靈敏度也是緊密陣列的5倍。非常擴張陣列可以量測高達3000的多極性，並且天線的直徑相當於550mm的鏡面，前置末端放大器的功能也相對的被提升。
這架望遠鏡的操作頻率在26至36GHz，頻寬為1.5GHz，意味著這架望遠鏡可以進行不同頻率的觀測工作。
它也包含一架3.7米的電波望遠鏡，工作的頻率是30GHz，它是專門用來監測前景的來源。這些來源扣除碟形天線已經升級得比第一套更準確，可以監測比以前更微弱的信號進行觀測。
無論是來源扣除碟形天線和極小陣列本身，這兩者都有大型的金屬接地遮罩圍繞著。
當極小陣列做為干涉儀時，它可以直接測量宇宙微波背景輻射的角能譜，而不必先建構一張全天空的圖。

## 成果

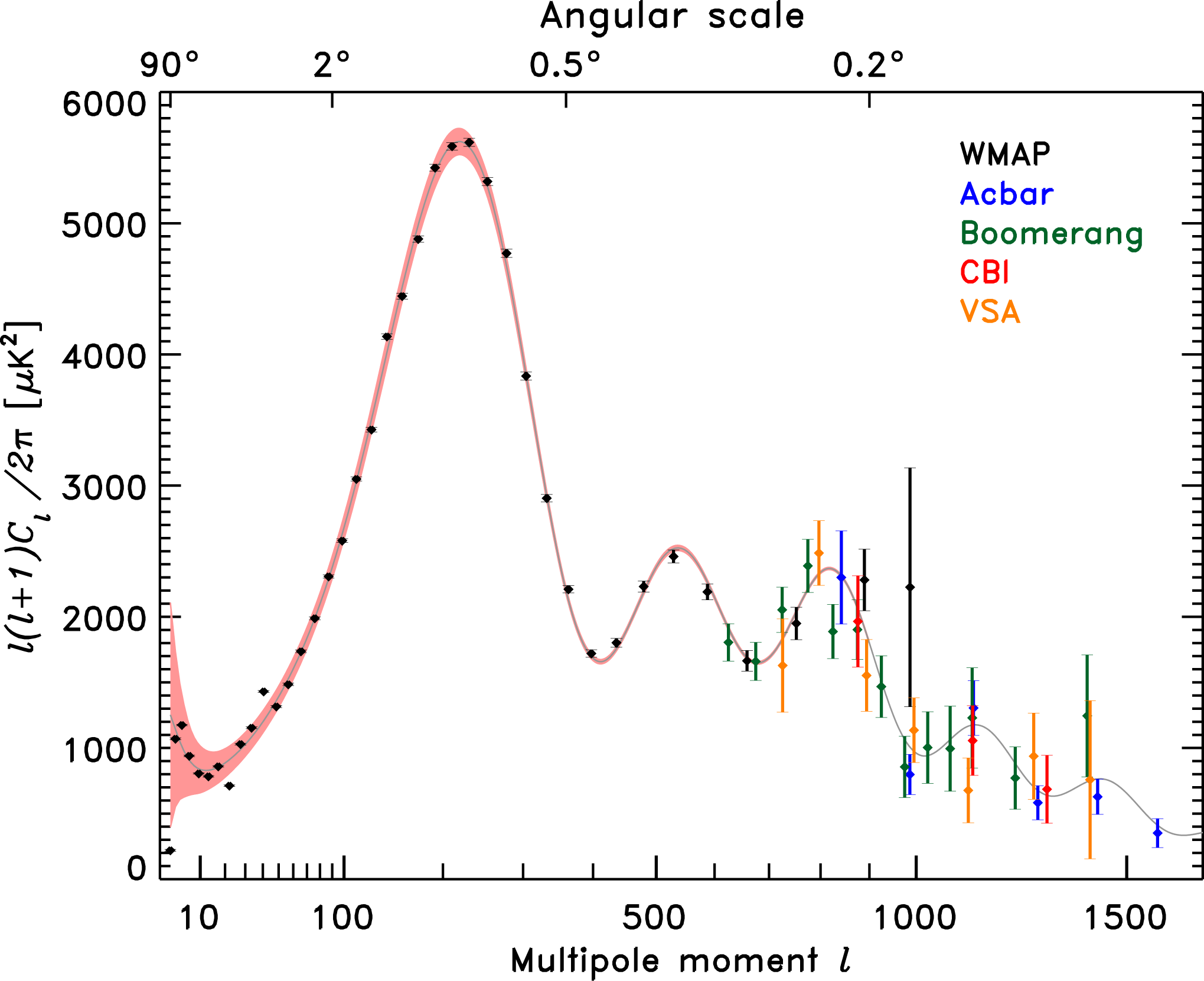
宇宙微波背景輻射溫度各項異性的角規模功率譜（或多極矩）。資料來自WMAP（2006年）、Acbar（2004年）、 Boomerang（2005年）、CBI（2004年）和極小陣列（2004年）等儀器。

使用極小陣列觀測的都是儘可能明亮的電波源和大型群極的場所（後者可以避免SZ效應），以及避免來自銀河系排放的汙染
。出現在極小陣列視場的點電波源會使用15GHz的賴爾望遠鏡觀測，然後在極小陣列觀測時會從極小陣列監視的電波來源中扣除。